# Sojuz T-10
Sojuz T-10 (ryska: Союз Т-10) var en flygning i det sovjetiska rymdprogrammet. Flygningen gick till rymdstationen Saljut 7. Farkosten sköts upp med en Sojuz-U-raket från Kosmodromen i Bajkonur den 8 februari 1984. Den dockade med rymdstationen den 9 februari 1984. Farkosten lämnade rymdstationen den 11 april 1984. Några timmar senare återinträdde den i jordens atmosfär och landade i Sovjetunionen.